# 東京六大学合唱連盟
東京六大学合唱連盟（とうきょうろくだいがくがっしょうれんめい）とは、東京を所在地とした6つの大学の男声合唱団で構成される連盟。連盟内での通称は「六連（ろくれん）」だが、混声合唱の「東京六大学混声合唱連盟」と区別するために「男声六連」「男六（だんろく）」と呼ばれることもある。また、関西六大学合唱連盟（男声合唱）と区別するために「東京六連」と呼ばれることも多い。

## 加盟団体
※五十音順
- 慶應義塾ワグネル・ソサィエティー男声合唱団
- 東京大学音楽部コールアカデミー
- 法政大学アリオンコール
- 明治大学グリークラブ
- 立教大学グリークラブ
- 早稲田大学グリークラブ

## 略歴
1951年（昭和26年）5月に、NHKラジオにて東京六大学野球連盟の校歌・応援歌を放送するために、各校の合唱団が競演したことがきっかけとなり結成。同年11月12日に、明治大学講堂にて結成式が行われた。結成式では各大学の合唱団が歌を披露し、最後には六大学合同による合唱を秋山日出夫の指揮にて行った。なお、1930年（昭和5年）頃に同じ六大学の合唱団によって合唱連盟が結成されたが、演奏会は行われなかったという。
翌年の6月9日に第1回合同演奏会（当時は「定期演奏会」という名前ではない）を日比谷公会堂にて開催。以後、毎年1回のペースで演奏会がゴールデンウィーク期間中または近傍の日程で行われている。2024年（令和6年）5月には第73回定期演奏会がパルテノン多摩で開催された。ただし2020年（令和2年）はCOVID-19のため中止となった。
ここで初演された男声合唱作品は数多い。（別記）
指揮者では、秋山日出夫、木下保、福永陽一郎、畑中良輔、中村健、荒谷俊治、北村協一、前田幸市郎、田中信昭、伊藤栄一、外山浩爾、石丸寛、濱田徳昭、荒木宏明、伊藤京子、森本恭正、宮下正、関屋晋、栗山文昭、三林輝夫、皆川達夫、黒岩英臣、樋本英一、池辺晋一郎、前田憲男、佐藤公孝、辻正行、Volker Renicke、若杉弘、秋山和慶、小林研一郎、有村祐輔、西義一、阿部昌司、佐藤正浩、佐藤宏、金川明裕、髙坂徹、大島義彰、大井剛史、三澤洋史、鈴木成夫、清水雅彦、藤井宏樹、田中宏、佐藤拓、大谷研二、綱川立彦、栗田信生、仲光甫、山脇卓也、橋本祥路、松下耕、清水敬一、辻博之、当間修一、田中豊輝、広瀬康夫、佐藤賢太郎、吉川誠二、雨森文也、大久保光哉、蓮沼喜文、上西一郎、宮本益光、高嶋昌二など、著名な音楽家たちが軒並みステージに上っている。
各団体のOB合唱団による「東京六大学OB合唱連盟」も設立されており、1999年（平成11年）から演奏会が行われている。2002年（平成14年）から隔年開催となり、2024年（令和6年）6月には第13回演奏会が行われた。ただし、2020年（令和2年）はCOVID-19のため中止となった。加盟団体は以下の通り。
※五十音順
- 慶應義塾ワグネル・ソサィエティーOB合唱団
- 東京大学音楽部OB合唱団アカデミカコール
- 法政大学アリオンコールOB会・男声合唱団オールアリオン
- 明治大学グリークラブOB会合唱団駿河台倶楽部
- 立教大学グリークラブOB男声合唱団
- 早稲田大学グリークラブOB会・稲門グリークラブ

## 初演作品
合同演奏で初演されたもののみを記す。
- 磯部俶 - 『若人の歌』
- 北川昇 - 『あの日たち』
- ジョヴァンニ・ガブリエーリ（皆川達夫編曲） - 『三群合唱のためのミサ』
- 多田武彦 - 『蛙・第二』
- 新実徳英 - 『日本が見えない』
- 信長貴富 - 『新しい歌』
オリジナル版に加え、2台ピアノ版も委嘱・初演した。
- 林光 - 『哀しみの歌』
- 藤原義久 -『四つの祈りの歌』
- 松下耕 - 男声合唱のための『よいしょ！』
『Sanctus-Benedictus in G』『Ave Maria Scholaris』『眠れない夜に舞いつづけよう』『俵積み唄』『今年』からなるオムニバス曲集。
- 水野修孝 - 男声合唱のための『カオス』
- 橋本祥路 - 『青春の1ページ』
- 田中達也 - 男声合唱とパーカッションのための『この日を捕えよ』